# Kleinried (Bechhofen)
Kleinried ist ein Gemeindeteil des Marktes Bechhofen im Landkreis Ansbach (Mittelfranken, Bayern). Kleinried liegt in der Gemarkung Großenried.

## Geografie
Das Dorf liegt am Nordufer der Altmühl direkt dem Pfarrdorf Großenried gegenüber. Es liegt in einer flachhügeligen Ebene bestehend aus Grünland mit vereinzeltem Baumbestand und Ackerland. Im Nordwesten befindet sich der Mühlbuck (425 m ü. NHN). Die Staatsstraße 2220 führt an Irrebach vorbei nach Weidenbach (4,5 km östlich). Die Staatsstraße 2221 führt nach Großenried (0,5 km südlich) bzw. Sommersdorf (1,2 km nördlich).

## Geschichte
Laut dem 16-Punkte-Bericht des Fürstentums Ansbach von 1684 gehörte Kleinried in den Fraischbezirk des brandenburg-ansbachischen Hofkastenamts Ansbach. Die Dorf- und Gemeindeherrschaft übten das eichstättische Propsteiamt Herrieden und Herren von Crailsheim zu Sommersdorf gemeinsam aus. Das Hofkastenamt war Grundherr über eineinhalb Tagewerk Wiesen.
Gegen Ende des 18. Jahrhunderts gab es im Ort zwölf Haushalte, von denen sechs dem Propsteiamt Herrieden und sechs dem Rittergut Sommersdorf unterstanden. Von 1797 bis 1808 unterstand der Ort dem Justiz- und Kammeramt Ansbach.
Mit dem Gemeindeedikt (frühes 19. Jahrhundert) wurde Kleinried dem Steuerdistrikt und der Ruralgemeinde Großenried zugeordnet. Im Zuge der Gebietsreform in Bayern wurde diese am 1. Juli 1971 nach Bechhofen eingemeindet.

## Einwohnerentwicklung
| Jahr      | 001818 | 001840 | 001861 | 001871 | 001885 | 001900 | 001925 | 001950 | 001961 | 001970 | 001987 | 002001 | 002011 | 002017 | 002023 |
| Einwohner | 52     | 74     | 72     | 61     | 52     | 47     | 74     | 149    | 87     | 93     | 67     | 84     | 77     | 70     | 68     |
| Häuser    | 12     | 13     |        |        | 13     | 11     | 14     | 19     | 18     |        | 19     |        |        |        |        |
| Quelle    | [ 10 ] | [ 11 ] | [ 12 ] | [ 13 ] | [ 14 ] | [ 15 ] | [ 16 ] | [ 17 ] | [ 18 ] | [ 19 ] | [ 20 ] | [ 21 ] |        | [ 22 ] | [ 1 ]  |

## Religion
Der Ort ist römisch-katholisch geprägt und bis heute nach St. Laurentius (Großenried) gepfarrt. Die Protestanten sind nach Sommersdorf gepfarrt.